# Ignaz von Szyszylowicz
Ignaz von Szyszylowicz (Sosnowiec, 30 de julho de 1857 — Lemberg, 17 de fevereiro de 1910), também conhecido por Ignacy Szyszyłowicz ou por Ignaz Ritter von Szyszylowicz, foi um botânico de etnia russo-polaca.

## Biografia
Ignacy Szyszyłowicz nasceu em Granica (hoje Sosnowiec), no seio de uma família de etnia polaca. 
Foi co-autor da Parte III.6 Caryocaraceae, Marcgraviaceae, Theaceae, Strasburgeriaceae do texto de Adolf Engler e Carl Prantl Die natürlichen Pflanzenfamilien (The Natural Plant Families), obra publicada no ano de 1887 em Leipzig.
Szyszyłowicz foi assistente voluntário no Museu Imperial de História Natural de Viena, o Hofmuseum Wien (ou mais propriamente k. k. Naturhistorischen Hofmuseums in Wien), durante o período de 1885 a 1891, passando a ocupar o cargo de professor de Botânica e director do Colégio de Agricultura de  Dublany, nas proximidades de Lemberg, função que manteve até 1909. A partir de 1898 acumulou as funções de inspector do ensino agrícola na Galícia.
A sua abreviatura botânica variou ao longo dos tempos, sendo frequentemente citado por Szyszył. ou por Szysz..
Foi casado com Anna Szyszyłowiczowa (1870–1959). Szyszyłowicz faleceu em Lemberg.

## Publicações
Ignacy Szyszyłowicz, entre outras obras, é autor de:
- "Polypetalae disciflorae Rehmannianae (Polypet. disc. Rehm.):sive, Enumeratio Linearum, Malpighiacearum, Zygophyllearum, etc. a A. Rehmann annis 1875–1880 in Africa australi extratropica collectarum", obra baseada no material colectado por Anton Rehmann no período 1875–1880 numa viagem à África do Sul (a colecção de Rehmann é principalmente do Natal e do Transvaal).[5]